# Égagropile (botanique)
Ægagropile
Pour les articles homonymes, voir égagropile.
Un égagropile, ægagropile (du grec αἴγαγρος / aígagros, « chèvre sauvage », et πῖλος / , «  laine ou poils cardés ; balle de laine foulé ») ou pelote de mer  est une boule de couleur brune, de texture fibreuse, formée de restes de posidonies (Posidonia oceanica) s'accumulant sur les plages sous l'action des vagues. 
Les égagropiles, communément connus sous le nom de pelotes de mer, résultent de l'effilochage des fibres des feuilles mortes de la plante, agglutinées à des fragments de rhizome, et de leur agglomération sous l'effet des mouvements de la mer, jusqu'à leur donner une forme de galet régulier, souvent légèrement aplati, de cinq à dix centimètres de diamètre en moyenne.

Égagropiles ou pelotes de mer sur les littoraux méditerranéens
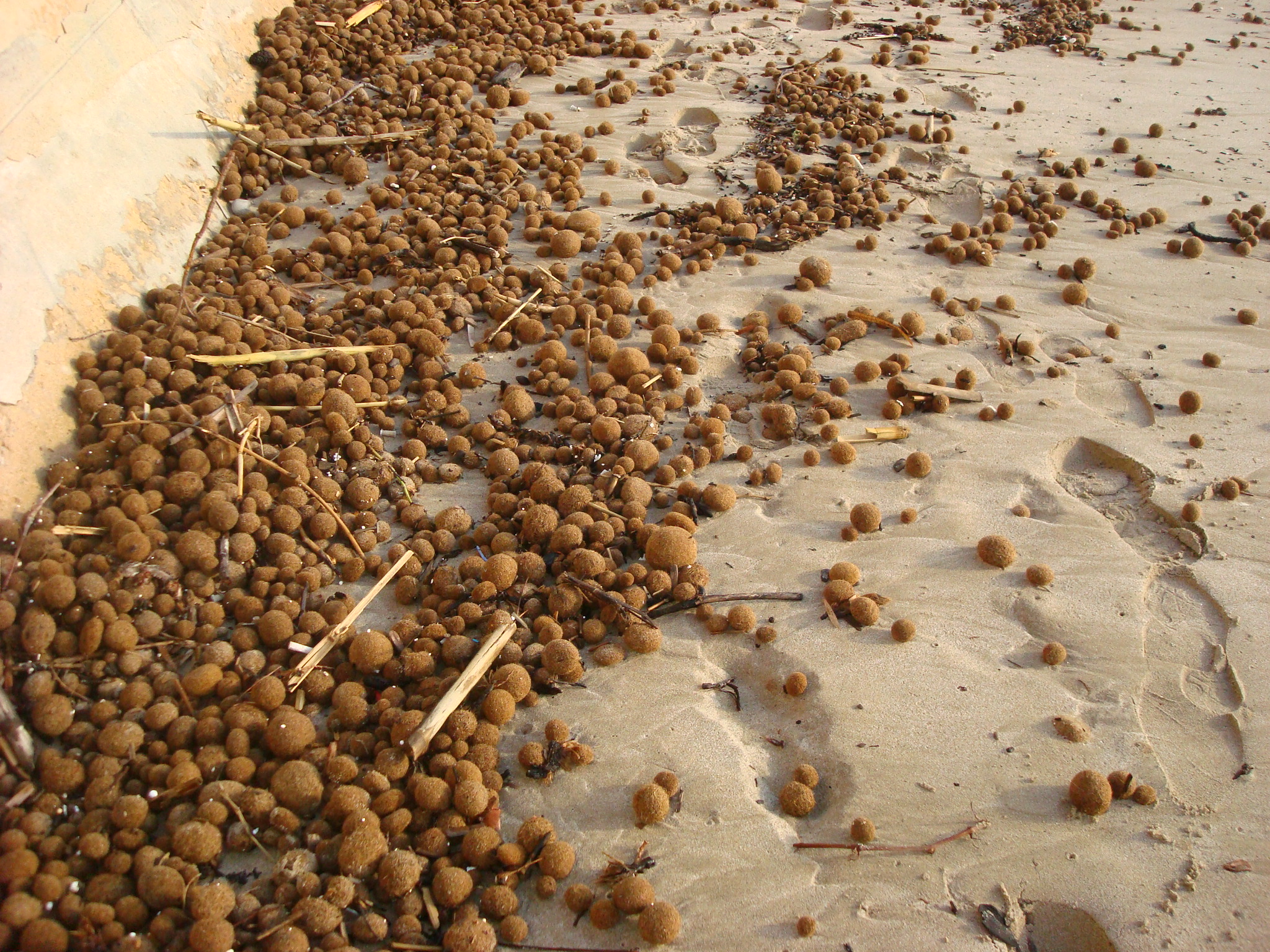
Laisse de mer  à Posidonia oceanica sur la plage de Sanary-sur-Mer (Var).
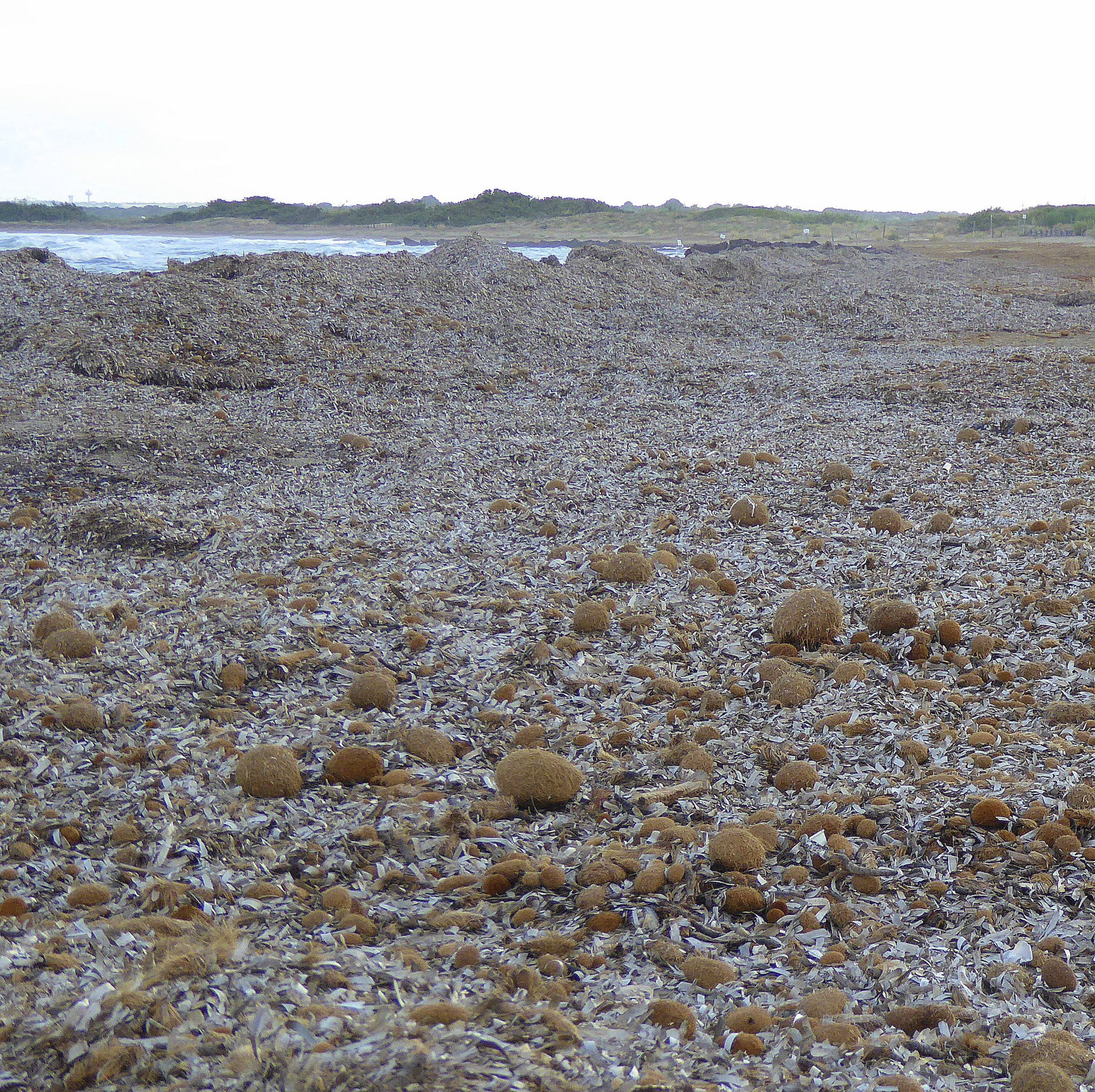
Égagropiles épars sur un épais matelas de débris de posidonies (Île des Vengeurs, site protégé en Sicile).
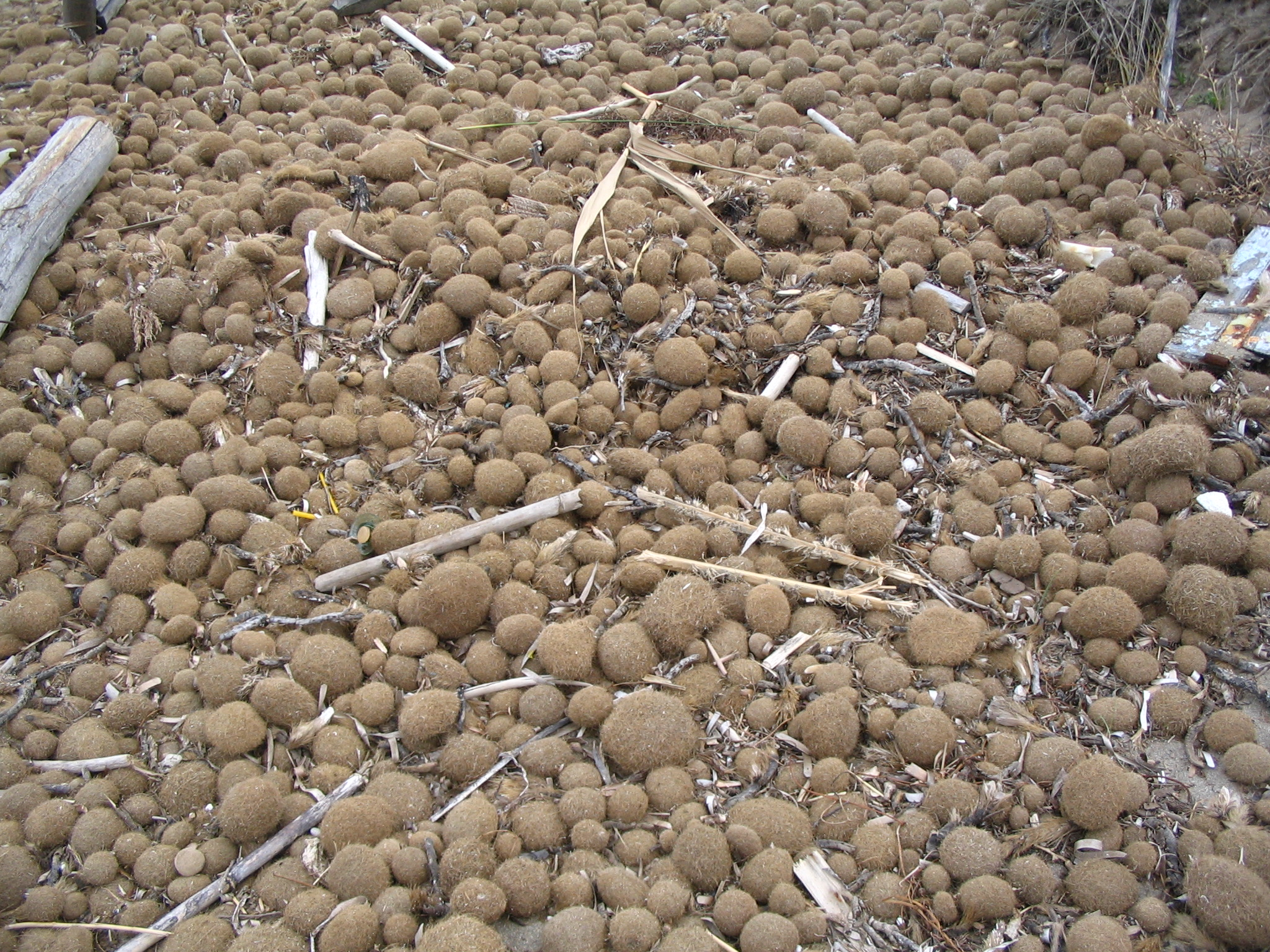
Amas d'égagropiles en Sicile, toujours dans la Riserva Naturale Orientata di Vendicari (réserve naturelle des « Vengeurs »).
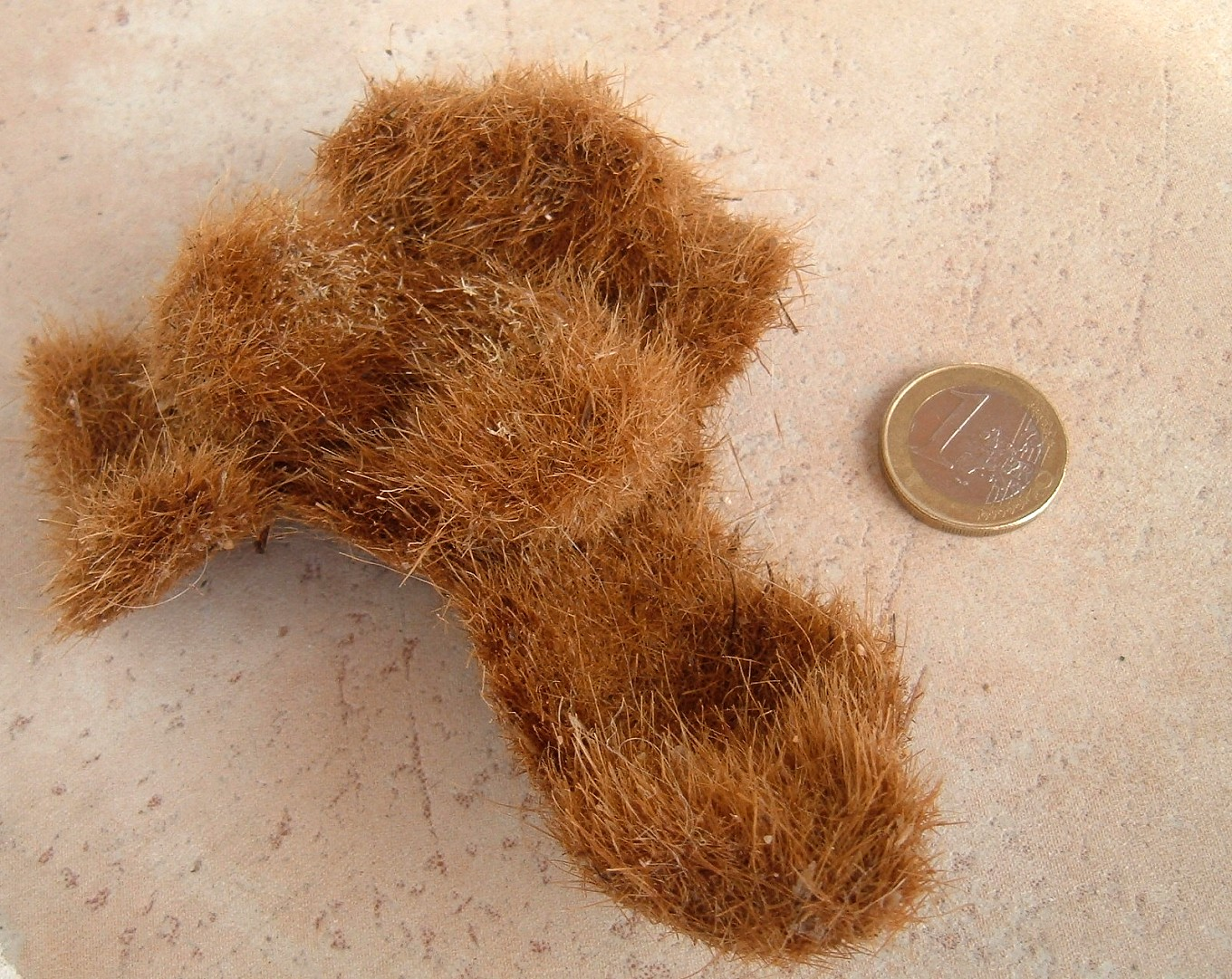
Égagropile incomplètement formé à partir d'un morceau de rhizome et de fibres de posidonies ou en voie de désintégration (pièce d'1 € pour l'échelle).
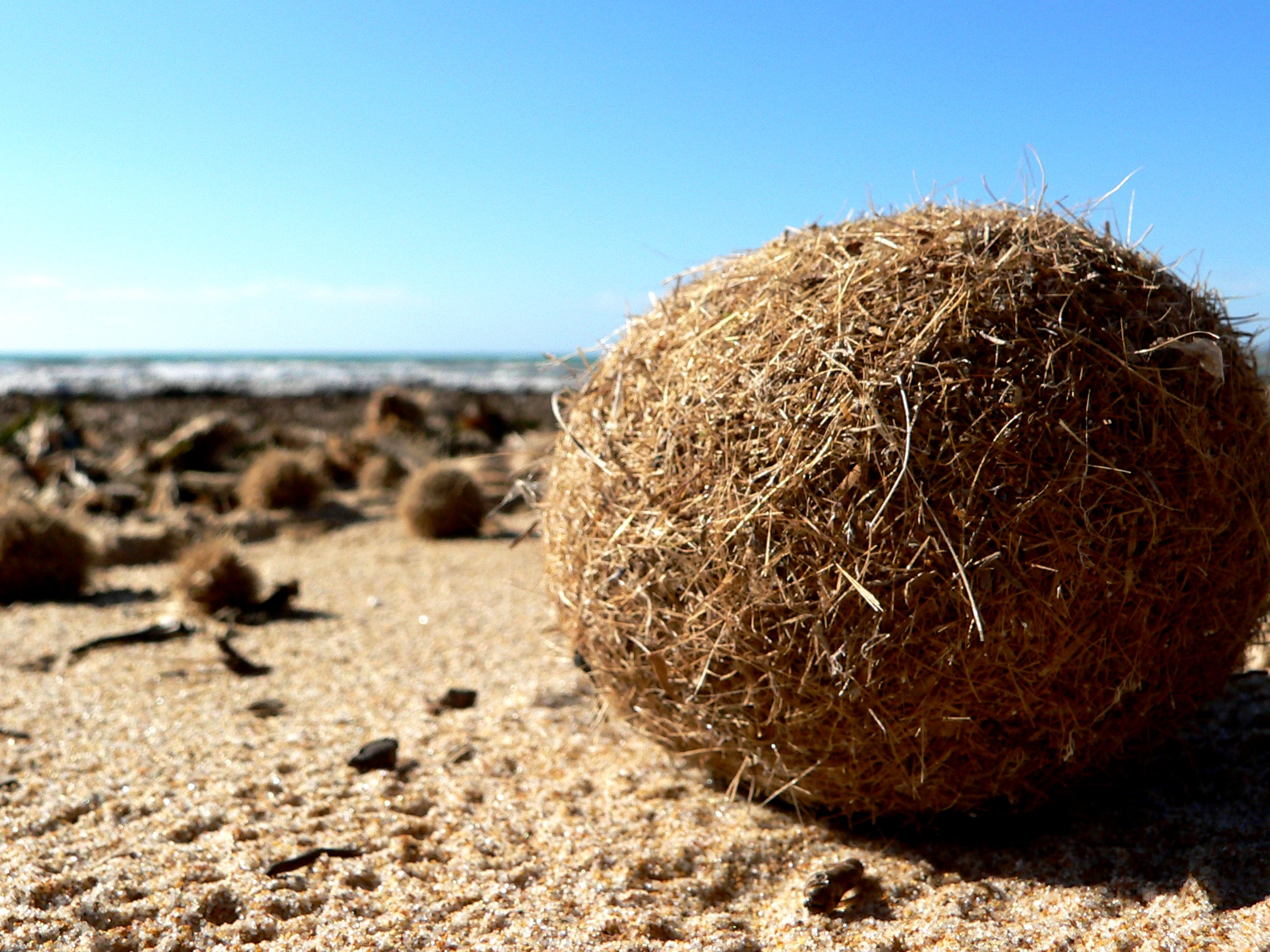
Une pelote de mer, ou égagropile en gros plan dans son contexte.
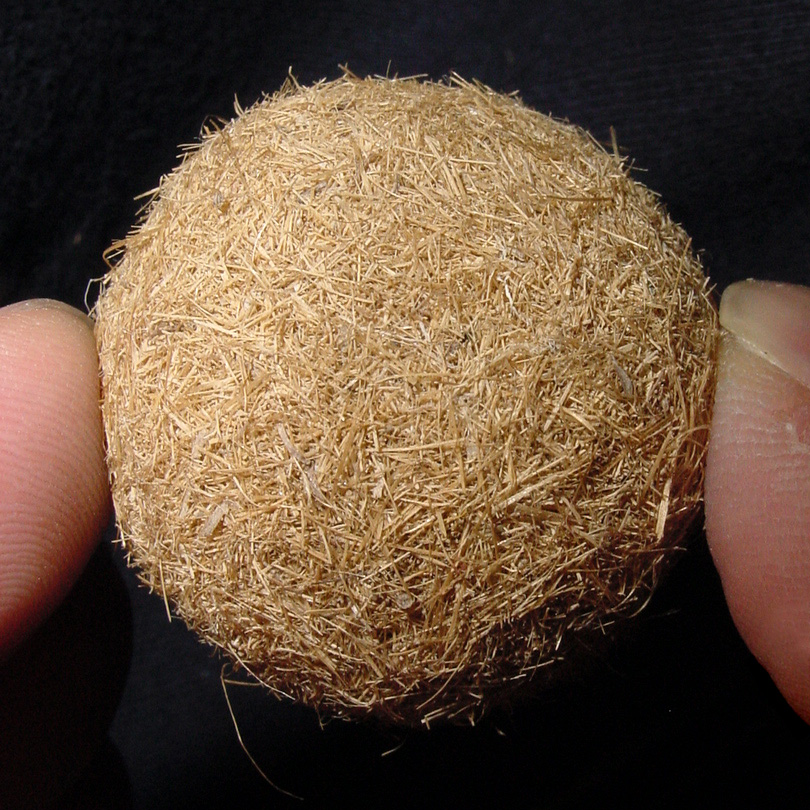
En gros plan encore, ramassé sur une plage de Corse ; les doigts indiquent l'échelle (et la taille ≈ 5 cm).

Des formes semblables sont produites par l'algue verte d'eau douce Aegagropila linnaei, qui peut constituer de grosses boules vertes, d'où le nom d'« algue-balle » ou « balle de lac » qui est donné à cette algue au Japon. Si la ressemblance de ces boules avec des ægagropiles est à l'origine du nom de genre, ces boules d'algue verte ne constituent cependant pas de véritables égagropiles au sens étymologique du terme, car elles ne sont pas composées de fibres agglomérées.
En zoologie, ce terme d'égagropile s'applique pareillement à des boules de poils ou de cheveux agglomérés avec des fibres végétales non digérées et concrétionnées avec d'autres substances non digestibles, lesquelles se forment dans l'estomac puis l'intestin de certains ruminants, mais aussi chez l'homme. On les appelle plus couramment bézoards. Mais ceux-ci, sous forme de bille ou de petite boule, sont en général plus compacts que les égagropiles marins de posidonies, même lorsqu'il s'agit de phytobézoards (à base de fibres alimentaires végétales non digérées), particulièrement lorsqu'il s'agit de bézoards d'origine animale (voir l'article consacré à ce phénomène pathologique avec ses illustrations).